# Garrey Carruthers
Garrey Edward Carruthers (1939. augusztus 29. —) amerikai politikus, Új-Mexikó 27. kormányzója.

## Fiatalkora
Carruthers Alamosában született. 1964-ben mezőgazdaságból bachelor fokozatot, majd 1965-ben agrárgazdaságtan mesterfokozatot szerzett az Új-mexikói Állami Egyetemen. 1968-ban tudományos fokozatot szerzett közgazdaságtanból az Iowa Állami Egyetemen.

## Karrier
1986-ban választották meg Új-Mexikó kormányzójává. Carruthers fő célja a halálbüntetés visszahozatala volt az államban, aminek eredményeként Toney Anaya volt kormányzó az összes halálra ítélt bűnöző ügyében hozott döntést enyhítette. Carruthers mandátuma 1991-ben járt le, utódja Bruce King demokrata volt.
Hivatala elhagyása után 1993 és 2003 között a Cimarron Health Plan alapító és vezérigazgatója volt. Segített létrehozni az Új-mexikói Állami Egyetem gazdaságfejlesztési intézményét, az Arrowhead Centert, és az egyetem gazdaságfejlesztésért felelős alelnöke volt. Segített a Domenici Intézet létrehozásában és igazgatója is volt. 2013 májusában a kormányzótanács 3–2 arányban kinevezte az Új-mexikói Állami Egyetem kancellárjának. 2017-ben a kormányzótanács bejelentette, hogy a szerződését nem hosszabbítják meg, ezért 2018. július 1-én nyugdíjba vonult. John D. Floros élelmiszertudós és a Kansasi Egyetem Mezőgazdasági Főiskolájának volt dékánja lett utódja.

### Nézetei a tudományról
2013-ban, kancellári jelöltsége idején egy egyetemi értekezleten kikérdezték több témában is, ahol azt mondta, hogy nincs tudományos konszenzus az éghajlatváltozással kapcsolatban, és kijelentette: „Nem tudom. Én közgazdász vagyok. Nem értek a globális felmelegedéshez. Ez egy tudományos döntés, amit nem tudok meghozni.” Aggályok merültek fel az Advancement of Sound Science Center lobbicsoportban betöltött szerepével kapcsolatban is, amelynek 1993 és 1998 között volt az elnöke.

## Fordítás
Ez a szócikk részben vagy egészben  a   Garrey Carruthers című angol Wikipédia-szócikk ezen változatának fordításán alapul.  Az eredeti cikk szerkesztőit annak laptörténete sorolja fel. Ez a jelzés csupán a megfogalmazás eredetét és a szerzői jogokat jelzi, nem szolgál a cikkben szereplő információk forrásmegjelöléseként.